# Colin Bond

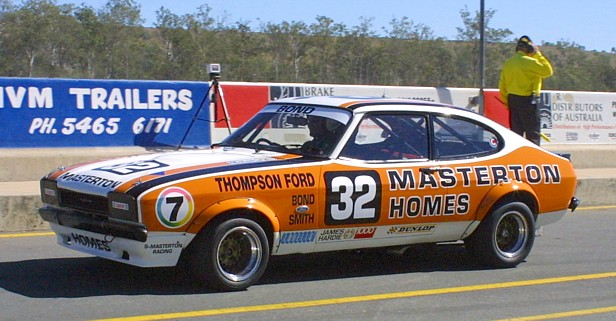
Den Ford Capri som Colin Bond tävlade med mellan åren 1980 och 1982 - här vid Queensland Raceway

Colin Bond, född den 24 februari 1942 är en australisk före detta racerförare.

## Racingkarriär
Bond vann det australiska mästerskapet i rally 1971, 1972 och 1974 samt den sydoceaniska Touring Car-serien 1971, vilket gav honom chansen i ATCC till 1975. Han överraskade genom att vinna titeln under sin första hela säsong i serien för Marlboro Holden Dealer Team. Bond blev därefter tvåa i serien både 1976 och 1977, samt vann den sydoceaniska serien ännu en gång 1975. Efter några år där han främst satsat på rally, utan att upprepa framgångarna från början av decenniet återkom Bond till toppen i ATCC 1981; då han slutade på tredjeplats totalt. Efter några år i GT-bilar återkom han till serien ännu en gång; och slutade trea 1988. År 1988 vann Bond AMSCAR; vilket var hans sista titel innan han la hjälmen på hyllan 1993.